# Lycée Jean-Perrin (Marseille)
Pour les articles homonymes, voir Lycée Jean-Perrin.
Le lycée Jean-Perrin est un lycée public général, technique et professionnel de Marseille. Il accueille des élèves de la seconde à la terminale, ainsi que des étudiants dans des formations telles que les classes préparatoires aux grandes écoles (bac +2), licence professionnelle (bac +3) et DNMADE (bac +3). Il scolarise 2252 élèves et étudiants pour sa filière générale et environ 250 élèves et étudiants en filières professionnelle. Il héberge également des formations continues pour adultes dans le cadre du Greta Marseille Sud. Il est réputé pour sa formation d'excellence[Quoi ?][réf. nécessaire].
Il est situé au 74, rue Verdillon dans le 10e arrondissement de Marseille

## Direction
Le proviseur actuel du lycée est Gilles Fernandez , et ses adjoints sont Jean-Philippe Lefevre pour l'enseignement secondaire et Marie Dejean pour l'enseignement supérieur.

## Classements

### Enseignement secondaire
En 2015, le lycée se classe 41e sur 77 au niveau départemental quant à la qualité d'enseignement, et 1300e au niveau national. Le classement s'établit sur trois critères : le taux de réussite au bac, la proportion d'élèves de première qui obtient le baccalauréat en ayant fait les deux dernières années de leur scolarité dans l'établissement, et la valeur ajoutée (calculée à partir de l'origine sociale des élèves, de leur âge et de leurs résultats au diplôme national du brevet).

### Classes préparatoires aux grandes écoles
Le classement national des classes préparatoires aux grandes écoles (CPGE) se fait en fonction du taux d'admission des élèves dans les grandes écoles.
En 2018, L'Étudiant donnait le classement suivant pour les concours de 2017 :
| Filière | Élèves admis dans une grande école* | Taux d'admission* | Taux moyen sur 5 ans | Classement national | Évolution sur un an |
| --- | ----------------------------------- | ----------------- | -------------------- | ------------------- | ------------------- |
| PSI / PSI* |                                     | 2,4 %             | 3 %                  | 68eex-æquo sur 120  | 1                   |
| PT / PT* |                                     | 53,5%             | 36.1%                | 15ème sur 70        | 1                   |
| Source : Classement 2018 des prépas - L'Étudiant (Concours de 2017). * le taux d'admission dépend des grandes écoles retenues par l'étude. En filières scientifiques, c'est un panier de 11 à 17 écoles d'ingénieurs qui a été retenu par L'Étudiant selon la filière (MP, PC, PSI, PT ou BCPST). |                                     |                   |                      |                     |                     |

## Formations

### Spécialités proposées bac général
- Mathématique
- Physique-Chimie
- Science de l'ingénieur
- HGGSP (Histoire, géographie, géopolitique et science politique)
- LLCE (Langues, Littératures et Civilisations étrangères Anglais)
- SES( Sciences économiques et sociales)
- HLP (Humanités, Littérature et Philosophie)
- NSI (Numérique et Sciences Informatique
- SVT (Sciences de la Vie et de la Terre)

### Option bac général
- Mathématiques expertes
- Mathématiques complémentaires
- EGO

### Séction
- Section européenne Anglais

1h d'anglais supplémentaire ainsi qu'une heure de DNL (enseignement non linguiste) en anglais en mathématique, physique-chimie et science de l'ingenieur)
- Section européenne Espagnol

1h d'espagnol supplémentaire ainsi qu'une heure de DNL (enseignement non linguiste) en espagnol en histoire géographie

### Enseignement proposé annexe
- Préparation au Ipho (2h par semaine)
- Préparation à la prépa en mathématique (4h par quinzaine)
- Préparation au concours général de mathématique

### Langues
- LVA :

Anglais
Espagnol
Allemand
- LVB:

Espagnol
Anglais
Allemand
Italien
Chinois
- LVC(option)

Chinois

### Secteurs scientifiques et industriels
- Bac général
- CAP Composites & Plastiques Chaudronnés
- CAP Réalisations en chaudronnerie industrielle
- Bac Pro Technicien en Chaudronnerie industrielle
- Bac Pro Maintenance des équipements industriels
- Bac Pro Plastiques & Composites
- Bac Pro Technicien d'Usinage
- Bac STL filière Sciences Physiques et Chimiques en Laboratoire
- BAC STI2D filières ITEC, SIN et EE
- BTS Chimiste
- BTS Conception de Produits Industriels
- BTS Conception & Réalisation en Chaudronnerie Industrielle
- BTS Électrotechnique
- BTS Industrialisation de Produits Mécaniques
- BTS EuroPlastics et Composites option pilotage et optimisation de la production
- BTS EuroPlastics et Composites option conception outillage
- BTS Systèmes Électroniques
- BTS Informatique & Réseaux pour l'Industrie et les Services
- Classe Préparatoire aux Grandes Écoles Physique et Sciences de l'Ingénieur
- Classe Préparatoire aux Grandes Écoles Physique et Technologie
- Licence Professionnelle Étude et Mise en œuvre des Produits Composites

### Secteur économique, social et administratif
- BTS technico-commercial

### Classes préparatoires aux grandes écoles
Le lycée abrite des CPGE ENS Cachan (D1 et D2), économiques et commerciales (ECT), économiques et commerciales réservées aux bacheliers professionnels (ECP).
En 2019 en sciences il y a en première année deux filières : PCSI et PTSI (2 classes de PTSI) et en deuxième année les filières deviennent : PSI* (accessible par la PCSI ou la PTSI ou la MPSI), PT (accessible par la PTSI), PT*. L'étoile correspond à une classe d'un niveau supérieur après une sélection à la fin de la première année.

### Secteur Arts Appliqués
Le lycée héberge la section Dnmade Objets de l'École Supérieure de Design de Marseille (ESDM).
Le Diplome National des Métiers d'Arts et du Design octroie un grade licence (Bac +3) à l'issue de la formation.
La formation se déroule en tronc commun avec 2 spécialités :
- Objet Industriel et Artisanal
- Objet Numérique et Design de Service

## Bâtiment
Le lycée est composé de 10 bâtiments (sans les bâtiments réservés au personnel)
A : Administration, B : Enseignement généraux, C : Enseignement scientifique, D : self et gymnase, E: classe préparatoire F:, G: Plateau technique, H: Plasturgie, I:, J: Chimie
Les bâtiments du lycée Jean Perrin datent pour la plupart des années 1960 ( A, B, C)

## Voyage
Le lycée Jean Perrin organise beaucoup de voyage.
- Échange (Erasmus +)

```
Waregen, Belgique, 2019-2020
```

Greener Education:
```
Malaga, Espagne, mai 2022
Porto, Portugal, octobre 2022
Agropolie, Italie, mai 2023
```

```
Stockholm, Suèdes, novembre 2023 (Erasmus +)
```

```
Allemagne, 2023, 2024
```

```
Castlegregory, Irlande, avril 2024
```

- Voyage

```
Strasbourg, France, 2022; 2023
Bruxelles, Belgique, 2024
```